# Hans Rudolf von Bischoffwerder
Hans Rudolf von Bischoffwerder (Ostramondra, 1741 – Potsdam, 1803) è stato un diplomatico prussiano.
Massone, affiliato all'Ordine dei Rosacroce d'oro, fu fautore dell'alleanza austro-prussiana del 1791 e dell'incontro di Pillnitz.